# Novoseljani
Novoseljani est un village croate situé dans le comitat de Bjelovar-Bilogora (région de Slavonie).